# Sękowice (Nysa)

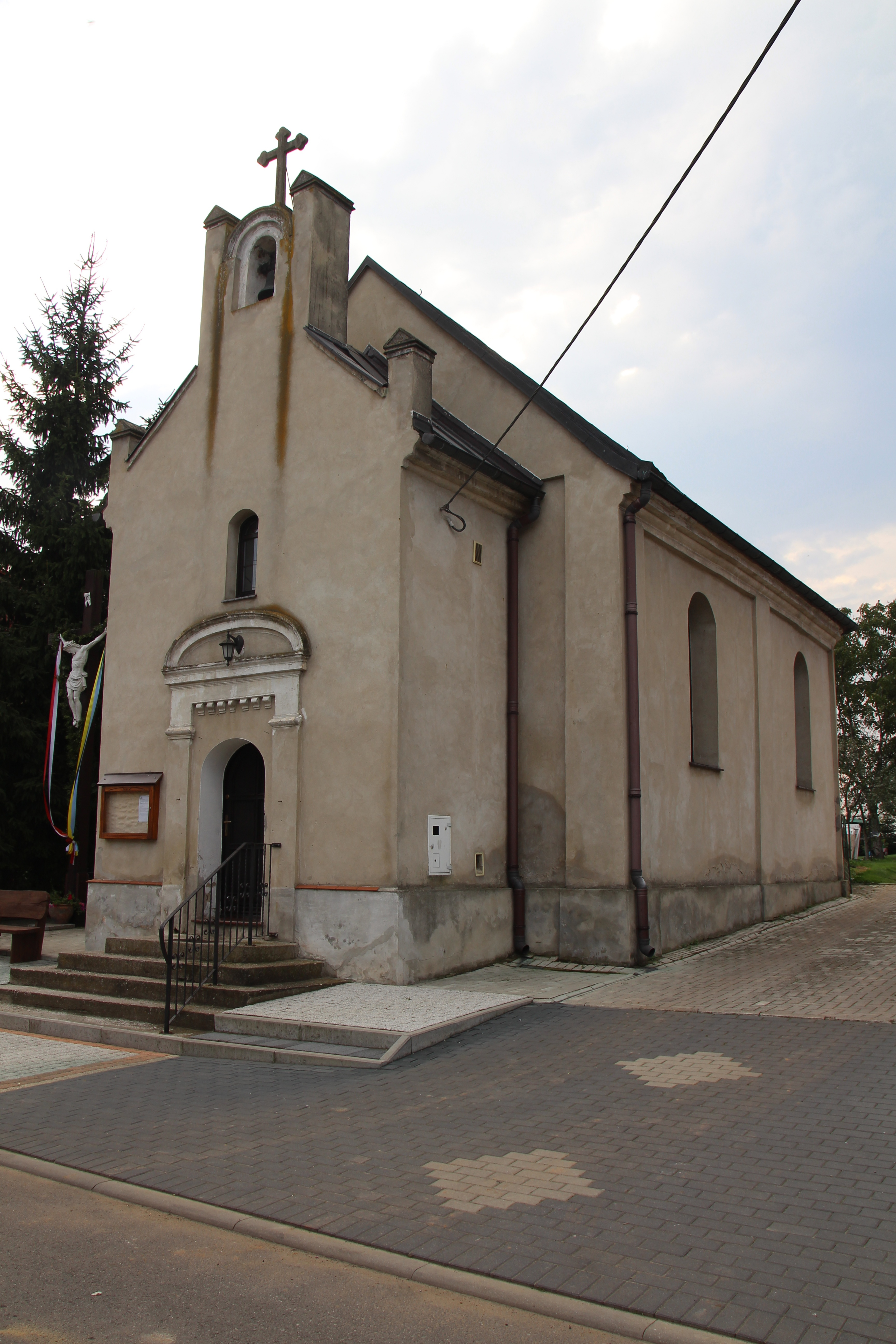
Kapelle/Kirche in Sękowice

Sękowice (deutsch Sengwitz) ist ein Ort in der Stadt- und Landgemeinde Nysa (Neisse) im Powiat Nyski der Woiwodschaft Opole in Polen.

## Geographie
Das Straßendorf Sękowice liegt etwa acht Kilometer nordöstlich von Nysa und 51 Kilometer südwestlich von Opole in der Schlesischen Tiefebene an der Cielnica (Tellnitz), einem linken Zufluss der Glatzer Neiße. Östlich des Dorfes verläuft die Bahnstrecke Nysa–Brzeg.
Nachbarorte von Sękowice sind im Osten Regulice (Rieglitz), im Süden Jędrzychów (Heidersdorf) sowie im Westen Radzikowice (Stephansdorf).

## Geschichte
In dem Werk Liber fundationis episcopatus Vratislaviensis aus den Jahren 1295–1305 wird der Ort erstmals als Zenchovitz erwähnt. 1360 erfolgte eine Erwähnung als Senkewicz sowie 1371 als Zenkowicz.
Nach dem Ersten Schlesischen Krieg 1742 fiel Sengwitz mit dem größten Teil Schlesiens an Preußen.
Nach der Neuorganisation der Provinz Schlesien gehörte die Landgemeinde Sengwitz ab 1816 zum Landkreis Neisse im Regierungsbezirk Oppeln. 1845 bestanden im Dorf 30 weitere Häuser. Im gleichen Jahr lebten in Sengwitz 196 Menschen, allesamt katholisch. 1855 lebten 251 Menschen im Ort. 1865 bestanden im Dorf 11 Bauernhöfe, 7 Gärtner- und 14 Häuslerstellen sowie eine Feldziegelei und ein Wirtshaus. 1874 wurde der Amtsbezirk Bösdorf gegründet, welcher aus den Landgemeinden Beigwitz, Bösdorf, Rieglitz, Sengwitz und Struwitz und dem Gutsbezirk Sengwitz bestand. 1885 zählte Sengwitz 246 Einwohner.
1933 lebten in Sengwitz 188 sowie 1939 175 Menschen. Bis 1945 befand sich der Ort im Landkreis Neisse.
1945 kam der Ort unter polnische Verwaltung und wurde in Sękowice umbenannt, die Bevölkerung wurde vertrieben. 1950 kam Sękowice zur Woiwodschaft Oppeln. Mit Abschluss des Zwei-plus-Vier-Vertrages im Jahr 1991 endete die völkerrechtliche Verwaltung des Ortes und er wurde Teil Polens. 1999 kam der Ort zum wiedergegründeten Powiat Nyski.

## Sehenswürdigkeiten
- Die römisch-katholische Mariä-Himmelfahrt-Kirche (poln. Kościół fil. św. Wniebowzięcia NMP) wurde Mitte des 19. Jahrhunderts erbaut. Das Kirchengebäude steht seit 2011 unter Denkmalschutz.[8]